# Cyclochlamys wakensis
Cyclochlamys wakensis is een tweekleppigensoort uit de familie van de Cyclochlamydidae. De wetenschappelijke naam van de soort is voor het eerst geldig gepubliceerd in 2013 door Dijkstra en Raines.